# Von (album)
 For alternative betydninger, se Von (flertydig). (Se også artikler, som begynder med Von)

Von (håb) er det islandske postrockband Sigur Rós debutalbum.
Produktionen af albummet forløb over næsten 3 år fra 1995-1997, og resultatet lød markant anderledes end de originale optagelser. Bandet overvejede at droppe det færdige resultat og starte forfra igen, men besluttede at lade være, fordi det ville gøre processen alt for lang. Som betaling for at bruge det studie, de indspillede i, måtte bandet male det.
Von blev oprindeligt udgivet på Island, og fik moderate anmeldelser, men var ellers hurtigt glemt igen. I løbet af det første år efter dets udgivelse, blev albummet kun solgt i 313 eksemplarer på Island. Da bandets popularitet voksede med udgivelserne af Ágætis byrjun og ( ) blev pladen genudgivet i Storbritannien i september 2004 og en måned senere i USA. I december 2005 blev Von og Ágætis byrjun erklæret platinalbum på Island.
Den sjette skæring består af 18 sekunders stilhed, og navngav Sigur Rós's officielle nyhedshjemmeside eighteen seconds before sunrise. Den sidste skæring starter med mere stilhed, hvorefter "Myrkur" bliver afspillet baglæns. Det er derfor den hedder "Rukrym".

## Skæringer
1. "Sigur Rós" ("Sejrs Rose") – 9:46
2. "Dögun" ("Daggry") – 5:50
3. "Hún jörð..." ("Moder jord") – 7:17
4. "Leit að lífi" ("Søgen efter livet") – 2:33
5. "Myrkur" ("Mørke") – 6:14
6. "18 sekúndur fyrir sólarupprás" ("18 sekunder før solopgang") – 0:18
7. "Hafssól" ("Solens hav") – 12:24
8. "Veröld ný og óð" ("En verden ny og forrykt") – 3:29
9. "Von" ("Håb") – 5:12
10. "Mistur" ("Dis") – 2:16
11. "Syndir Guðs (opinberun frelsarans)" ("Guds synder [frelserens omvurdering]") – 7:40
12. "Rukrym" ("Ekrøm") – 8:59

## Eksterne links
- Officiel side om dette album
- Udvalgte sange fra albummet på bandets hjemmeside
- Von og Ágætis byrjun opnår platin på Island